# اشيلا (تشهار فريضة)
اشیلا (بالفارسية: اشپلا) هي قرية تقع في إيران في البلدة المركزية. يقدر عدد سكانها بـ 136 نسمة بحسب إحصاء 2016.